# Áno Vassilikí
Ne doit pas être confondu avec Áno Vassilikós.
Áno Vassilikí (grec moderne : Άνω Βασιλική) est une localité située dans le dème de Naupactie, dans le district régional d'Étolie-Acarnanie, dans la périphérie de Grèce-Occidentale, en Grèce.
Selon le recensement de 2021, elle compte 93 habitants.